# Tracy Chevalier
Tracy Chevalier (Washington D. C., 19 de octubre de 1962) es una escritora de éxito de novelas históricas. Su carrera empezó con el libro El azul de la virgen pero alcanzó la fama con su novela La joven de la perla, un libro basado en la creación del famoso cuadro La joven de la perla de Vermeer. La película basada en la novela recibió tres nominaciones al Premio de la Academia en 2004.

## Biografía
Chevalier nació el 19 de octubre de 1962 en Washington, D.C. Es hija de Douglas y Helen (de soltera Werner) Chevalier. Su padre fue fotógrafo para el The Washington Post durante más de 30 años. Su madre falleció en 1970, cuando Chevalier contaba con ocho años. Su hermana mayor, Kim Chevalier, reside en Soulan, Francia; y su hermano, Michael Chevalier, vive en Salida, Colorado. Desde 2013 Chevalier vive en Londres con su marido, Jonathan Drori y su hijo, Jacob.
En su niñez comenzó a sentirse atraída por el mundo de los libros, escribiendo sus primeros relatos cortos en el instituto. Cuando terminó sus estudios secundarios, estudió Lengua y Literatura Inglesa en el Oberlin College de Ohio.

## Carrera
Se graduó en Bethesda-Chevy Chase High School en Bethesda. Tras recibir el "Bachelor in Arts" en inglés del Oberlin College, en 1984 se trasladó a Inglaterra, donde comenzó a trabajar como asistenta editorial en Macmillan's Dictionary of Art, luego se unió a St. James Press, trabajando como editora de referencias de libros. En 1993 dejó su trabajo y empezó un curso de posgrado en escritura creativa en la Universidad de East Anglia. Sus tutores en el curso fueron los novelistas Malcolm Bradbury y Rose Tremain.
Su primera novela, El azul de la Virgen, fue publicada en el Reino Unido en el año 1997 y fue elegida por W H Smith para su escaparate de nuevos autores. Su segunda novela, titulada La joven de la perla, fue publicada en 1999. La novela, que está basada en el famoso cuadro de Johannes Vermeer,ha sido traducida a 38 idiomas.
Ganó el Barnes and Noble Discover Award en 2000. En 2003, su novela La joven de la perla fue llevada al cine, recibiendo tres nominaciones a los Premios Oscars en 2004, junto con diez BAFTA y dos Globos de Oro.

## Obras publicadas
- El azul de la Virgen (1997) ISBN 978-0452284449
- La joven de la perla (1999) ISBN 978-0525945277
- Ángeles fugaces (2001) ISBN 978-0525945819
- La dama y el unicornio (2003) ISBN 978-0007140909
- El maestro de la inocencia (2007) ISBN 978-0007245130
- Las huellas de la vida (2009) ISBN 978-0007178377
- El último refugio (2013) ISBN 978-0525952992
- La voz de los árboles (2016) ISBN 0525953000
- El chico nuevo (2017) ISBN 9780553447637
- Las Mujeres de Winchester (2019) ISBN 9788417761516

Como editora
- Twentieth-Century Children's Writers, 3rd edition, St. James Press, 1989, ISBN 0912289953, LCCN 90171621
- Reader, I Married Him: Stories Inspired by Jane Eyre (también como escritora de una de las historias cortas), 2016, ISBN 9780062447098